# 1991년 1월
| 1991년: 1월 · 2월 · 3월 · 4월 · 5월 · 6월 · 7월 · 8월 · 9월 · 10월 · 11월 · 12월 |

| <          | 1991년 1월 | 1991년 1월   | 1991년 1월   | 1991년 1월 | 1991년 1월 | >          |
| 일         | 월         | 화           | 수           | 목         | 금         | 토         |
|            |            | 1 11.16 신미 | 2 17 임신    | 3 18 계유  | 4 19 갑술  | 5 20 을해  |
| 6 21 병자  | 7 22 정축  | 8 23 무인    | 9 24 기묘    | 10 25 경진 | 11 26 신사 | 12 27 임오 |
| 13 28 계미 | 14 29 갑신 | 15 30 을유   | 16 12.1 병술 | 17 2 정해  | 18 3 무자  | 19 4 기축  |
| 20 5 경인  | 21 6 신묘  | 22 7 임진    | 23 8 계사    | 24 9 갑오  | 25 10 을미 | 26 11 병신 |
| 27 12 정유 | 28 13 무술 | 29 14 기해   | 30 15 경자   | 31 16 신축 |            |            |

| 편집하기 |

## 1991년1월 17일
- 다국적군, 이라크에 공격 개시. (걸프전 발발)